# 土曜ドラマ (フジテレビ)
土曜ドラマ（どようどらま）は、2007年4月から2010年5月まで、毎週土曜日23:10 - 23:55（JST）にフジテレビ系列で放送されていたテレビドラマ枠。

## 歴史・概要
2007年3月まで同枠で放送していた『カワズ君の検索生活』を最後に、1974年10月から（23時台後半1988年10月から）続いたバラエティ番組枠が一旦終了する（関西テレビ・フジテレビ系土曜夜11時枠時代の各番組も含む）するのを受け、同年4月より23時台は、23:10までを21時から放送されている前枠の『土曜プレミアム』の放送時間を拡大し、23:10から55分までは、新たにドラマ枠を設けることを決定した。
フジテレビでの土曜23時台のドラマ放映は、1974年9月に終了した『大盗賊』以来となる。
また放送時期も当初は他のドラマ枠と同じ通常クール通りの編成だったが、『SP』から『ハチワンダイバー』までは通常クールから1ヶ月ずらす編成に変更される。その為他枠のドラマより開始・終了時期がそれぞれ1ヶ月遅くなっていた。その後、『33分探偵』『Room of King』は放送期間を2ヶ月に替えている。
当初放送された作品は平均視聴率は11%前後を獲得しており、『ライフ』では最終回で深夜帯ドラマ歴代3位（民放では2位）となる17.4%を記録した。次の『SP』は初回で14.5%、平均で15.4%とそれぞれで歴代1位、最高18.9%（最終回）は歴代2位となり、深夜帯ドラマ史上初の平均15%越えを記録。
全作品とも字幕放送、ハイビジョン制作。『33分探偵』で初めてレターボックスでの放送を取り入れた。『33分探偵』の他、『魔女裁判』『オトメン ～夏～』は、地上アナログのみレターボックスで放送。
ちなみに本編の時間はCMを除くと36分である（ネットCM5分、スポットCM3分30秒（そのうち番組終了後に1分）、提供表示30秒のため）。
ワンセグ放送のみ、番組終了時のEND画面の後深田恭子の『ルート246』が流れる。

## シリーズの休止と復活
2010年5月で当該枠をバラエティ番組に戻すことになり（後述）、2010年5月8日放送の『ターミネーター:サラ・コナー クロニクルズ』の最終回（同作は海外ドラマ枠で、フジテレビの自社制作としては2009年夏季放送の「オトメン（乙男）～夏～」が実質最後）をもって、土曜ドラマ枠を一旦休止することになった。

2010年5月からはこれまで特番で放送されていた『〜あらゆる世界を見学せよ〜潜入!リアルスコープ』のレギュラー放送になり、2011年4月からは『リアルスコープ』の土曜19時枠に移動に伴い、深夜枠で放送されていた『ピカルの定理』が放送された。
その後、2012年4月より『ピカルの定理』が水曜22時枠に移動に伴い、『土ドラ』として、約2年ぶりに同枠でのドラマ枠が復活した。『土ドラ』は『ミレニアムズ』放送による半年間の休止を挟んで、2015年4月より23時台後半枠で復活し、2016年からは東海テレビ制作の『オトナの土ドラ』に変更している。

## 作品リスト
ここでは便宜上、単発ドラマとしてこの枠で放送されたものも記載する。制作プロダクション名のない作品はフジテレビの局制作（制作・フジテレビドラマ制作センター、制作著作・フジテレビ）。

### 2007年
ライアーゲーム
原作：甲斐谷忍（集英社ヤングジャンプコミックス刊）
主演：戸田恵梨香、松田翔太
脚本：古家和尚、吉高寿男（脚本協力）
プロデュース：志牟田徹
演出：松山博昭、大木綾子、佐々木詳太
主題歌：capsule『Sugarless GiRL』（歌はなく、インストゥルメンタル楽曲）
ライフ ～壮絶なイジメと闘う少女の物語～
原作：すえのぶけいこ（講談社フレンドKC刊）
主演：北乃きい
脚本：根津理香
プロデュース：中野利幸
演出：谷村政樹、加藤裕将、遠藤光貴
主題歌：中島美嘉『LIFE』
フライトパニック（単発1話）
主演：岡田義徳
脚本：吉高寿男
プロデュース：中野利幸
演出：松山博昭
SP 警視庁警備部警護課第四係
原案・脚本：金城一紀
主演：岡田准一（V6）
プロデュース：高井一郎
総監督：本広克行
演出：波多野貴文、藤本周
主題歌：V6『way of life』

### 2008年
ロス:タイム:ライフ
原案・脚本：筧昌也（BS-i・BSフジ共同製作『68』より）
主演：瑛太、小山慶一郎（NEWS）、友近、上野樹里、伊藤淳史、田中直樹（ココリコ）、常盤貴子、真木よう子、大泉洋（TEAM NACS）
プロデュース：中島久美子
総監督：筧昌也
演出：筧昌也、鈴井貴之、大木綾子、冨士川祐輔、永山耕三
主題歌：ORANGE RANGE『君station』
ハチワンダイバー
原作：柴田ヨクサル（集英社ヤングジャンプコミックス刊）
主演：溝端淳平
脚本：古家和尚
プロデュース：東康之
演出：水田成英、松山博昭
主題歌：新垣結衣『Make my day』
33分探偵
原案・脚本：福田雄一
主演：堂本剛（KinKi Kids）
プロデュース：鹿内植、森谷雄
演出：福田雄一、成田岳
主題歌：KinKi Kids『Secret Code』
Room Of King
主演：水嶋ヒロ、鈴木杏
脚本：大宮エリー
プロデュース：中島久美子
演出：大宮エリー、大木綾子、平野眞、洞功二
主題歌：キマグレン『愛 NEED』
赤い糸
原作：メイ（KADOKAWA魔法のiらんど文庫刊）
主演：南沢奈央、溝端淳平
脚本：渡辺千穂、半澤律子
プロデューサー：関谷正征、種田義彦、森安彩
演出：村上正典、川村泰祐
制作・共同テレビ
主題歌：HY『366日』

### 2009年
docomoドラマスペシャル・チャンス!〜彼女が成功した理由〜（単発2週　NTTドコモ単独協賛）
主演：堀北真希
脚本：橋本博行、鈴木智尋
プロデュース：中島久美子
演出：小林和宏
帰ってくるのか!? 33分探偵（単発1話）
主演：前田旺志郎
脚本：福田雄一
プロデュース：森谷雄
演出：森谷雄
主題歌：Kinki Kids『Secret Code』
帰ってこさせられた33分探偵
原案・脚本：福田雄一
主演：堂本剛（KinKi Kids）
プロデュース：鹿内植、森谷雄
演出：福田雄一
主題歌：Kinki Kids『Secret Code』
魔女裁判
主演：生田斗真
プロデュース：関卓也、小池秀樹
演出：加藤裕将、小原一隆
主題歌：福山雅治『化身』
オトメン（乙男）〜夏〜
原作：菅野文（白泉社花とゆめコミックス刊）
主演：岡田将生、夏帆
脚本：野口照夫、半澤律子、吹原幸太
プロデュース:関谷正征
演出：谷村政樹
主題歌：柴咲コウ『ラバソー 〜lover soul〜』
ターミネーター:サラ・コナー クロニクルズ（海外ドラマ 2クール）
主演：レナ・ヘディ
製作総指揮：マリオ・F・カサール、ジョシュ・フリードマン、ジョン・ワースほか

## ネット局
| 放送対象地域   | 放送局                    | 系列                                         | 放送日時                     | 遅れ          | 脚注   |
| -------------- | ------------------------- | -------------------------------------------- | ---------------------------- | ------------- | ------ |
| 関東広域圏     | フジテレビ（CX）          | フジテレビ系列                               | 土曜 23:10 - 23:55           | 製作局        | 製作局 |
| 北海道         | 北海道文化放送（uhb）     | フジテレビ系列                               | 土曜 23:10 - 23:55           | 同時ネット    |        |
| 岩手県         | 岩手めんこいテレビ（mit） | フジテレビ系列                               | 土曜 23:10 - 23:55           | 同時ネット    |        |
| 宮城県         | 仙台放送（OX）            | フジテレビ系列                               | 土曜 23:10 - 23:55           | 同時ネット    |        |
| 秋田県         | 秋田テレビ（AKT）         | フジテレビ系列                               | 土曜 23:10 - 23:55           | 同時ネット    |        |
| 山形県         | さくらんぼテレビ（SAY）   | フジテレビ系列                               | 土曜 23:10 - 23:55           | 同時ネット    |        |
| 福島県         | 福島テレビ（FTV）         | フジテレビ系列                               | 土曜 23:10 - 23:55           | 同時ネット    |        |
| 新潟県         | 新潟総合テレビ（NST）     | フジテレビ系列                               | 土曜 23:10 - 23:55           | 同時ネット    |        |
| 長野県         | 長野放送（NBS）           | フジテレビ系列                               | 土曜 23:10 - 23:55           | 同時ネット    |        |
| 静岡県         | テレビ静岡（SUT）         | フジテレビ系列                               | 土曜 23:10 - 23:55           | 同時ネット    |        |
| 富山県         | 富山テレビ（BBT）         | フジテレビ系列                               | 土曜 23:10 - 23:55           | 同時ネット    |        |
| 石川県         | 石川テレビ（ITC）         | フジテレビ系列                               | 土曜 23:10 - 23:55           | 同時ネット    |        |
| 福井県         | 福井テレビ（FTB）         | フジテレビ系列                               | 土曜 23:10 - 23:55           | 同時ネット    |        |
| 中京広域圏     | 東海テレビ（THK）         | フジテレビ系列                               | 土曜 23:10 - 23:55           | 同時ネット    |        |
| 近畿広域圏     | 関西テレビ（KTV）         | フジテレビ系列                               | 土曜 23:10 - 23:55           | 同時ネット    |        |
| 島根県・鳥取県 | 山陰中央テレビ（TSK）     | フジテレビ系列                               | 土曜 23:10 - 23:55           | 同時ネット    |        |
| 岡山県・香川県 | 岡山放送（OHK）           | フジテレビ系列                               | 土曜 23:10 - 23:55           | 同時ネット    |        |
| 広島県         | テレビ新広島（TSS）       | フジテレビ系列                               | 土曜 23:10 - 23:55           | 同時ネット    |        |
| 愛媛県         | テレビ愛媛（EBC）         | フジテレビ系列                               | 土曜 23:10 - 23:55           | 同時ネット    |        |
| 高知県         | 高知さんさんテレビ（KSS） | フジテレビ系列                               | 土曜 23:10 - 23:55           | 同時ネット    |        |
| 福岡県         | テレビ西日本（TNC）       | フジテレビ系列                               | 土曜 23:10 - 23:55           | 同時ネット    |        |
| 佐賀県         | サガテレビ（STS）         | フジテレビ系列                               | 土曜 23:10 - 23:55           | 同時ネット    |        |
| 長崎県         | テレビ長崎（KTN）         | フジテレビ系列                               | 土曜 23:10 - 23:55           | 同時ネット    |        |
| 熊本県         | テレビ熊本（TKU）         | フジテレビ系列                               | 土曜 23:10 - 23:55           | 同時ネット    |        |
| 鹿児島県       | 鹿児島テレビ（KTS）       | フジテレビ系列                               | 土曜 23:10 - 23:55           | 同時ネット    |        |
| 沖縄県         | 沖縄テレビ（OTV）         | フジテレビ系列                               | 土曜 23:10 - 23:55           | 同時ネット    |        |
| 宮崎県         | テレビ宮崎（UMK）         | フジテレビ系列 日本テレビ系列 テレビ朝日系列 | 日曜 0:55 - 1:40             | 1時間45分遅れ | [ 8 ]  |
| 青森県         | 青森テレビ（ATV）         | TBS系列                                      | 月曜 - 金曜午後 （集中放送） | 遅れネット    | [ 9 ]  |
| 青森県         | 青森放送（RAB）           | 日本テレビ系列                               | 不明                         | 遅れネット    | [ 10 ] |
| 徳島県         | 四国放送（JRT）           | 日本テレビ系列                               | 水曜 0:29 - 1:14             | 遅れネット    | [ 11 ] |
| 大分県         | テレビ大分（TOS）         | 日本テレビ系列 フジテレビ系列                | 不定期放送                   | 不定期放送    | [ 12 ] |